# Dilemma Geyser
De Dilemma Geyser is een conusgeiser in het Lower Geyser Basin dat onderdeel uitmaakt van het Nationaal Park Yellowstone in de Verenigde Staten. De geiser maakt deel uit van de Pink Group, een groep geisers waar onder andere ook de Pink Geyser en Narcissus Geyser deel van uitmaken.
De erupties van de Dilemma Geyser duren enkele seconden tot enkele minuten. In het voorjaar komen de erupties tot een hoogte van 3 meter. In de rest van het jaar maar tot een hoogte van 30 tot 90 centimeter.
De naam van de geiser komt doordat de geiser tot 1989 geen noemenswaardige hoogte bereikte bij erupties. Echter vanaf 1989 bereikt de geiser grotere hoogtes.